# Schaefferia coeca
Schaefferia coeca är en urinsektsart som beskrevs av Cassagnau 1959. Schaefferia coeca ingår i släktet Schaefferia och familjen Hypogastruridae. Inga underarter finns listade i Catalogue of Life.